# Thalassoma heiseri
Thalassoma heiseri е вид лъчеперка от семейство Labridae.

## Разпространение
Видът е разпространен в Питкерн и Френска Полинезия.